# Synthemis flexicauda
Synthemis flexicauda är en trollsländeart som beskrevs av Campion 1921. Synthemis flexicauda ingår i släktet Synthemis och familjen skimmertrollsländor. IUCN kategoriserar arten globalt som otillräckligt studerad. Inga underarter finns listade i Catalogue of Life.